# Petanca
La petanca (pétanque en francés) es un deporte/juego  en el que el objetivo es lanzar bolas lo más cerca posible de un boliche, lanzado anteriormente por un jugador, con ambos pies en el suelo y en posición estática desde una determinada zona. 
El deporte en su forma actual surgió en 1907 en la  Provenza francesa, aunque más antiguamente ya se jugaba una versión primitiva con bolas de piedra, que fue llevada a Provenza por soldados y marineros romanos. Su nombre procede de la expresión "pè(s) tancats" ("pies juntos") en lengua provenzal. Las federaciones regulan las competiciones oficiales de este deporte.

## Historia

### Invención del juego

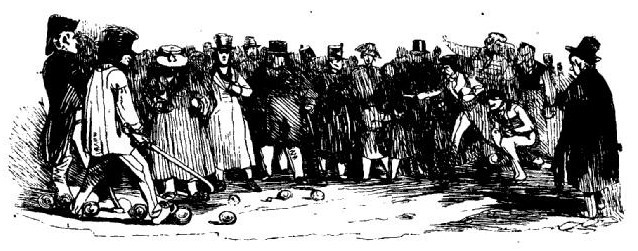
Jugadores de petanca en los Campos Elíseos hacia 1840.

Los juegos de petanca tienen una historia muy larga que se remonta a través de la Edad Media a la antigua Roma, y antes de eso a la antigua Grecia y Egipto.

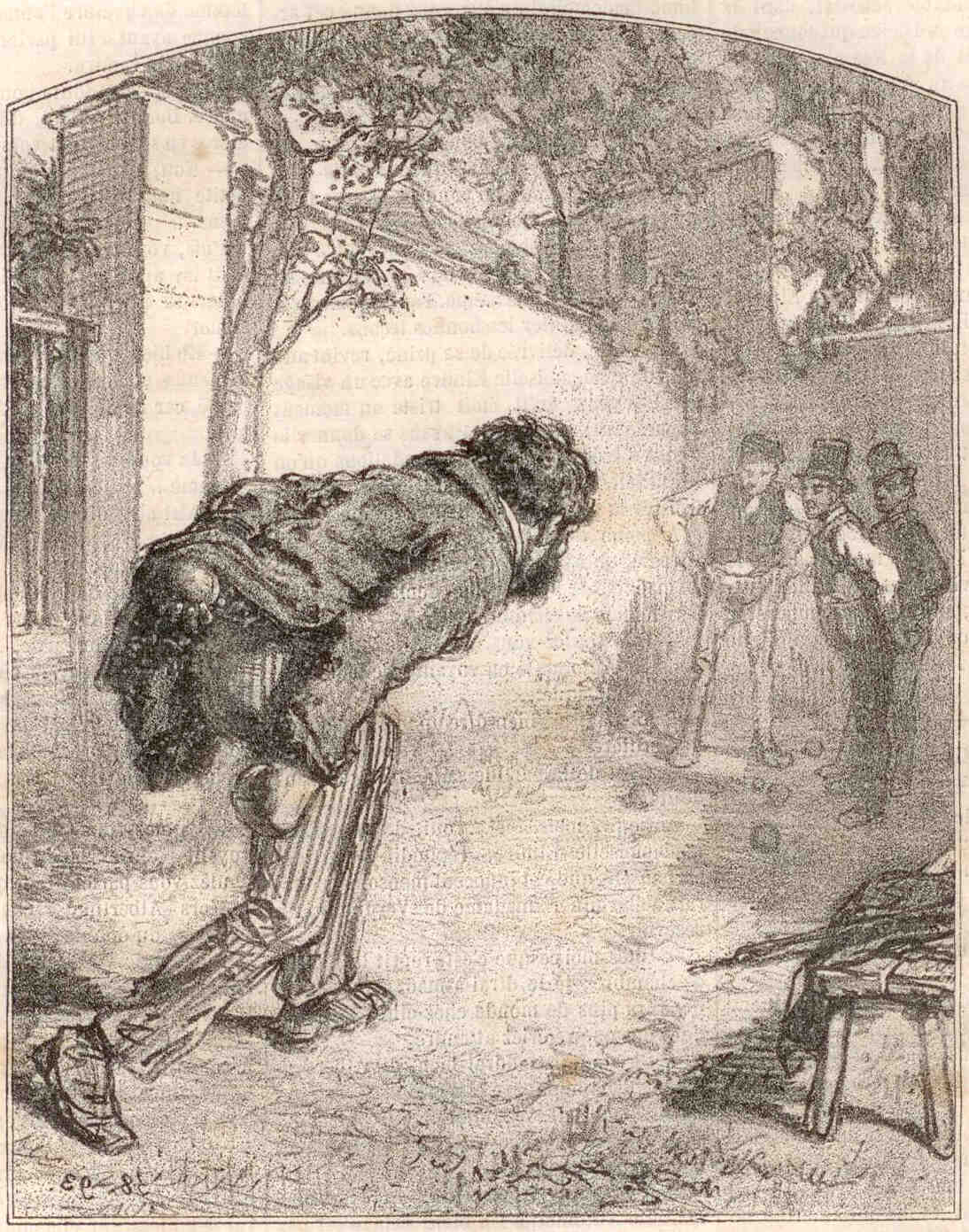
Jugador de petanca, por Paul Gavarny, 1858.

En Francia, en la segunda mitad del siglo XIX, era muy popular una forma de petanca conocida como jeu provençal' (o boule lyonnaise). En esta modalidad, los jugadores hacían rodar la bola o corrían tres pasos antes de lanzarla. La petanca se desarrolló originalmente como una rama o variante del jeu provençal en 1910, en lo que ahora se llama el Boulodrome Jules Lenoir en la ciudad de La Ciotat cerca de Marsella. Un antiguo jugador de jeu provençal llamado Jules Lenoir padecía un reumatismo tan grave que ya no podía correr antes de lanzar una bola. De hecho, apenas podía mantenerse en pie. Un buen amigo llamado Ernest Pitiot era propietario de un café local. Para acomodar a su amigo Lenoir, Pitiot desarrolló una variante del juego en la que la longitud del campo se reducía aproximadamente a la mitad y el jugador, en lugar de correr para lanzar la bola, se quedaba de pie, inmóvil, en círculo. Llamaron al juego pieds tanqués, "pies plantados" (en el suelo), nombre que acabó evolucionando hasta el actual, petanca.
El primer torneo de petanca fue organizado por Ernest Pitiot, junto con su hermano Joseph Pitiot, en 1910 en La Ciotat. El juego se extendió rápidamente y pronto se convirtió en la modalidad de petanca más popular de Francia.

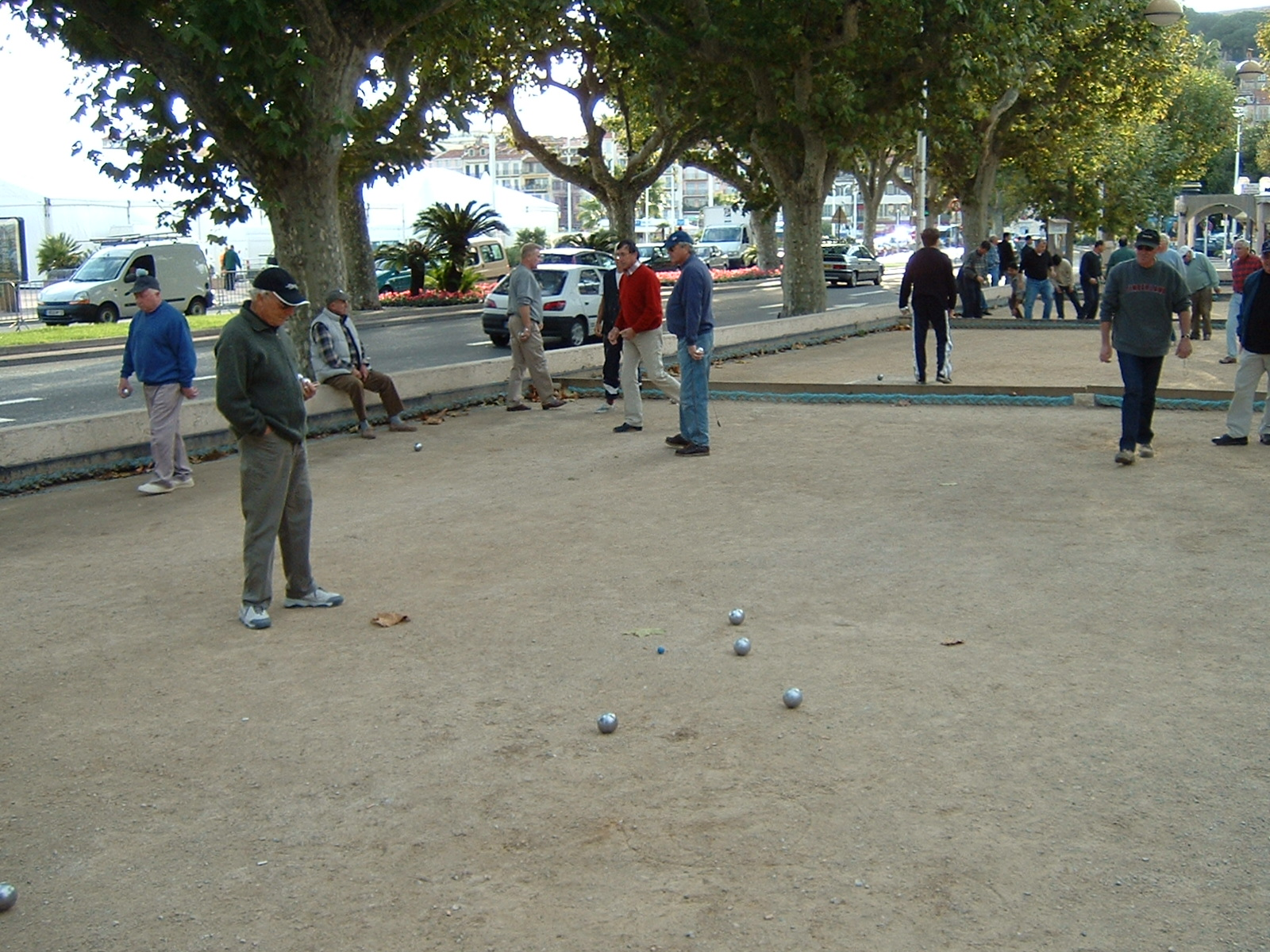
Jugadores de petanca en Cannes.

Antes de mediados del siglo XIX, en Europa se jugaba a la petanca con bolas de madera maciza, generalmente de raíz de boj, una madera muy dura. A finales del siglo XIX se introdujeron clavos baratos fabricados en serie, y las bolas de madera empezaron a cubrirse gradualmente con clavos, dando lugar a las boules cloutées ("bolas clavadas"). Después de la Primera Guerra Mundial, la tecnología de fabricación de balas de cañón se adaptó para permitir la fabricación de bolas huecas totalmente metálicas. La primera bola totalmente metálica, la Boule Intégrale, fue introducida a mediados de la década de 1920 por Paul Courtieu. La Intégrale se fundió en una sola pieza a partir de una aleación de bronce y aluminio. Poco después, Jean Blanc inventó un proceso de fabricación de bolas de acero que consistía en estampar dos piezas de acero en forma de semiesfera y soldarlas para crear una bola. Con este avance tecnológico, las bolas huecas totalmente metálicas se convirtieron rápidamente en la norma.

### Difusión mundial del juego

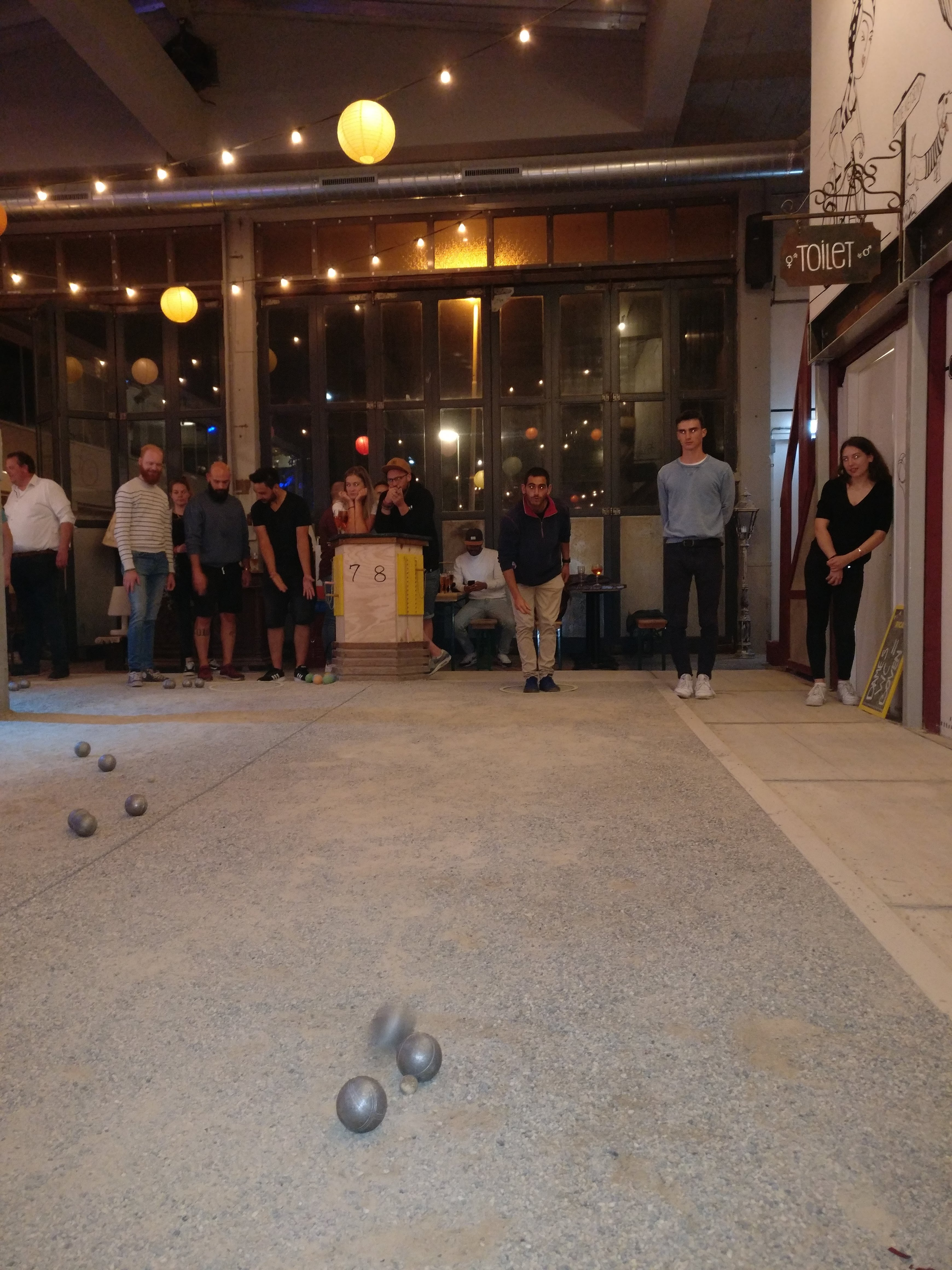
Jugando petanca bajo techo en una reunión de la IBA en Rotterdam, Holanda.

Tras el desarrollo de la bola metálica, la petanca se extendió rápidamente de Provenza al resto de Francia, luego al resto de Europa y, más tarde, a las colonias francófonas y a países de todo el mundo. Hoy en día, muchos países tienen sus propios organismos nacionales de gobierno.
En Francia, la Fédération Française de Pétanque et Jeu Provençal (FFPJP) cuenta con más de 300.000 miembros con licencia.
Existen importantes federaciones nacionales en Alemania, España e Inglaterra. La petanca se juega activamente en muchas naciones con historia de influencia colonial francesa, especialmente en el sudeste asiático, como Laos, Tailandia, Vietnam, Camboya y Puducherry (territorio de la unión) en la India, así como en algunas partes de África. Este deporte también es popular en Madagascar Archivado el 3 de diciembre de 2020 en Wayback Machine. y Tailandia.
La petanca participó en los Juegos Panafricanos de 2015, organizados por la República del Congo, antigua colonia francesa.
La petanca no se juega mucho en América. Existe una federación canadiense de petanca con sede en Quebec. En Estados Unidos, la Federation of Pétanque USA (FPUSA) informa de que juegan unas 30 000 personas en todo el país. A 1 de diciembre de 2015, la FPUSA contaba con 2141 miembros en Estados Unidos, en 52 clubes afiliados.
A nivel internacional, el organismo rector de la petanca es la Fédération Internationale de Pétanque et Jeu Provençal (FIPJP). Fue fundada en 1958 en Marsella y en 2022 contaba con casi 800.000 miembros.

#### En la cultura popular
El juego apareció en la película policíaca francesa de 1966 Le deuxieme souffle. La petanca también apareció en el episodio 20 (Petanca) de la cuarta temporada de la comedia estadounidense The Cosby Show en 1988. En la adaptación cinematográfica de 1981 del misterio de Agatha Christie Maldad bajo el sol, un sospechoso interpretado por James Mason es interrogado sobre su coartada mientras juega una partida. En el cuarto episodio de The Amazing Race se celebró una competición de petanca en Place des Lices en Saint-Tropez. Astérix contra César presenta a los galos jugando a un juego de petanca con piedras.

## Características del campo de juego
La petanca se puede jugar en casi cualquier espacio plano y abierto. El suelo puede ser irregular e interrumpido por árboles o rocas, y es probable que la superficie sea desigual, con algunas áreas duras y lisas y otras rugosas y pedregosas. Cuando un área se construye específicamente para jugar a la petanca, la superficie de juego suele ser grava suelta, granito descompuesto, grog de ladrillo o concha marina triturada. Las playas de arena no son adecuadas, aunque a veces se utilizan bolas de plástico ligeras para adaptar el juego a la playa. No se requieren tableros o aparadores, pero las áreas de juego dedicadas a menudo están encerradas en tableros o alguna otra barrera estructural.
En Francia, las plazas de los pueblos y los senderos de los parques se utilizan a menudo como zonas de juego de petanca. Además, muchas ciudades cuentan con instalaciones recreativas ( bolódromos ) construidas específicamente para jugar a la petanca.
Se denomina terreno a una zona donde se juega un solo juego de petanca. Un "área de juego" ( aire de jeu ) es un área que contiene uno o más terrenos. Para los torneos, una gran área de juego se subdivide y se marca (generalmente usando clavos y cuerdas) en terrenos rectangulares marcados (también conocidos como "carriles" ( cuadros ) o "pistas") para que se puedan realizar múltiples juegos simultáneamente. Para los torneos, un terreno marcado es un rectángulo de al menos 4 metros (13 pies) de ancho y 15 metros (49 pies) de largo para competiciones nacionales e internacionales, aunque pueden tener unas dimensiones mínimas de 16 m x 5 m para otras competiciones.

## Características de las bolas

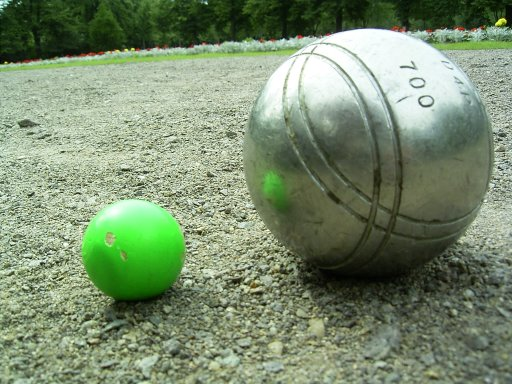
El boliche (a la izquierda) y la bola (a la derecha).

Las bolas usadas son metálicas (no deben contener plomo ni arena en su interior). Su diámetro debe medir entre 70,05 mm y 80,0 mm, mientras que su peso oscila entre los 650 y los 800 g. El boliche es de madera o de material sintético y debe tener un diámetro de 30 mm.

## La partida
Al comenzar la partida se lanza el boliche desde una circunferencia de entre 35 y 50mm de diámetro lanzamiento que debe colocarse como mínimo a 1 m de cualquier obstáculo. Para que dicho lanzamiento sea válido, el boliche debe quedar a una distancia de 1 m  de la circunferencia de lanzamiento y al menos a 1 m de cualquier obstáculo. Después, cada deportista lanza, por turno, tres bolas en la modalidad individual y en dupletas (dos equipos de dos deportistas) y dos si la partida es por tripletas (dos equipos de tres deportistas). Los lanzamientos pueden ser de tres tipos: de aproximación al boliche; de "tiro" (al tiro perfecto se le llama carro seco, en el cual la bola tirada queda en el mismo lugar que la bola a la que se ha lanzado), para intentar alejar una bola de un jugador contrario golpeándola; y de "apoyo", haciendo rodar la bola para acercar más una propia al boliche o para alejar una contraria.
Una vez concluida la partida, las bolas que se encuentre más cerca del boliche que las de los adversarios se apunta un punto por cada bola. Gana el deportista o el equipo que llegue antes a trece puntos.

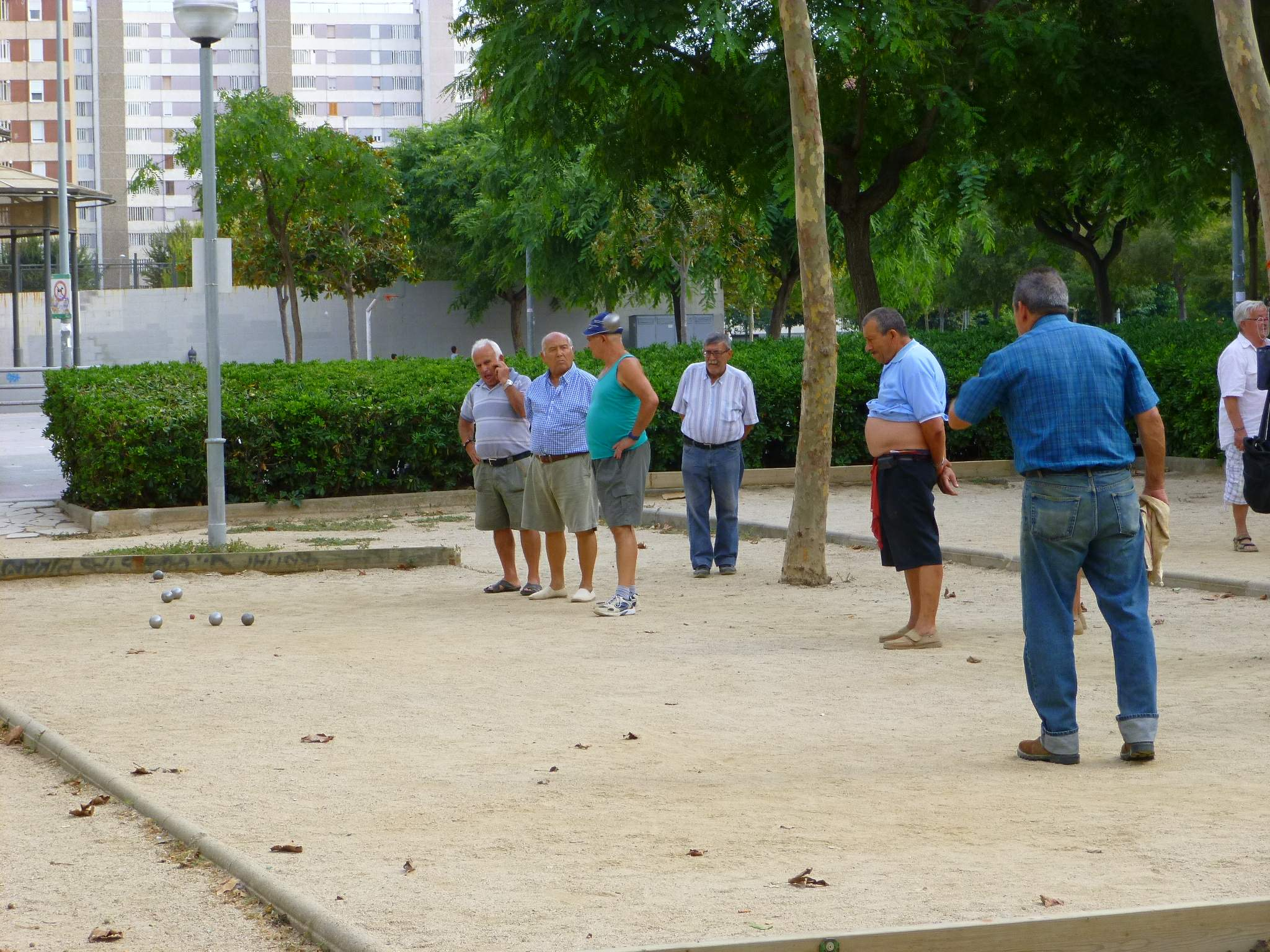
Partida de petanca.

## Reglas del juego
Se trata de lanzar una bola lo más cerca posible de un objetivo llamado boliche o mingo (y en el Rosellón nano). Los adversarios pueden ser uno contra uno (individuales o jefe-y-jefe) o por equipos de dos contra dos (dobletes) o tres contra tres (tripletes). Las partidas suelen jugarse a 13 puntos en terreno libre o bien dentro de una pista delimitada (la dimensión oficial es un rectángulo de 15 m x 4 m).
El punto pertenece a la bola más próxima al boliche. El adversario tiene que continuar jugando sus bolas hasta que recupere el punto, es decir, colocar su bola más cerca del boliche.
Cada bola de un mismo equipo, si ninguna bola del equipo contrario es más cerca del objetivo, cuenta como un punto, y estos puntos se cuentan a finales de cada ronda, es decir, cuando se han jugado o lanzado todas las bolas.
Las bolas tienen que ser metálicas, con un diámetro comprendido entre los 7’05 cm y los 8 cm y un peso de 650 g como mínimo y 800 g como máximo.
El boliche tiene que ser de madera y su diámetro tiene que estar comprendido entre 25 mm y 35 mm.
Hay dos maneras de lanzar las bolas y son muy diferentes:
1) Apuntar es lanzar la bola con cuidado, tratando de acercarse el máximo posible al boliche.
2) Echar o picar es lanzar la bola con una cierta fuerza para herir y pues apartar la bola del contrario, en el supuesto de que esta haga el punto. Cuando después de haber lanzado la bola esta permanece en el mismo lugar que la bola que había antes, se denomina carro. Es la perfección en la jugada del tiro. El nombre de "carro" proviene del francés "carreau", que significa baldosa. Los franceses dicen que se hace jugada de "carreau" cuando la bola lanzada permanece en la misma posición que tenía anteriormente la bola tocada, del mismo modo que se cambia una baldosa echada a perder por una baldosa nueva.
3) Estrucar es herir con una abullona otra del juego. hacer toque es de herirse dos bolas. Toque y palmo es la jugada en que un jugador toca con la suya abullona la de otro y además las dos bolas restan a una distancia no superior a un palmo, cosa que añade mérito a la jugada.
En una tripleta cada uno de los tres jugadores acostumbra a realizar las jugadas de la manera siguiente:
- El apuntador se especializa a apuntar sus bolas aproximándose al boliche.
- El medio hace los dos trabajos a la vez de apuntar y picar.
- El tirador o picador ejecuta habitualmente la jugada de echar o picar contra las bolas del adversario.

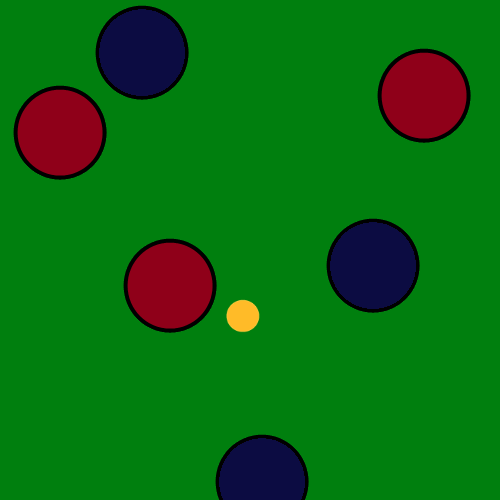
El equipo rojo tiene la bola más cercana al boliche (amarillo), y la segunda bola más cercana pertenece al equipo azul. El equipo rojo anota un punto. El equipo azul no se anota nada.

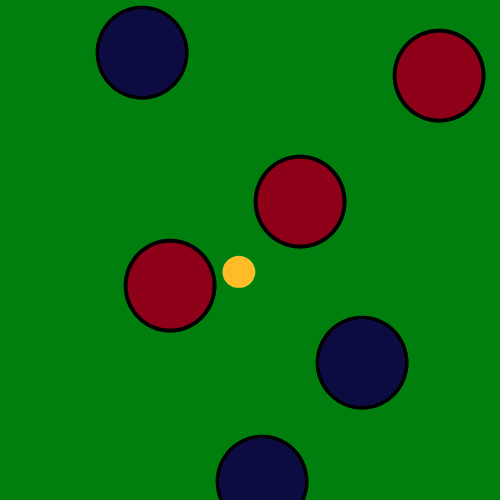
El equipo rojo tiene dos bolas más cerca del boliche (amarillo) que la bola más cercana del equipo azul. El rojo anota, por tanto, dos puntos. El equipo azul no se anota nada.

### Reglas varias
- Las bolas se pueden lanzar de cualquier forma que el jugador desee, pero la forma tradicional es sostener la bola con la palma de la mano hacia abajo y luego lanzarla con un movimiento del brazo por debajo del brazo que termina en un movimiento de muñeca hacia arriba. . Lanzar de esta manera le da al jugador el máximo control y flexibilidad al lanzar.
- La bola se puede rodar, lanzar a una altura moderada o incluso a gran altura (lob alto o portée ).
- Los jugadores suelen llevar una cinta métrica para medir los puntos cercanos.
- Al comienzo de un final, antes de lanzar el boliche, si no hay suficiente espacio para que el jugador lance el boliche a la distancia máxima legal de 10 metros (33 pies), entonces el jugador puede mover el círculo de regreso a un punto donde haya suficiente espacio.
- En un terreno con límites marcados con cuerdas, una bola o un boliche debe cruzar completamente la cuerda límite antes de que se considere fuera de los límites y muerta.

## Estrategia

### Apuntar y tirar
En general, un jugador lanza una bola con uno de estos dos objetivos:
- Hacer que la bola se detenga en un punto determinado, normalmente lo más cerca posible del boliche. Esto se llama apuntar.
- Hacer que la bola golpee directamente la bola del adversario con el fin de alejarla del boliche. Esto se llama tirar.

El mejor lanzamiento es un tiro que hace desaparecer la bola del adversario, dejando la bola lanzada exactamente en su lugar.
Los jugadores que son lo suficientemente hábiles como para tirar con eficacia se llaman "tiradores" (tireurs); los jugadores que suelen apuntar se llaman "punteros" (pointeurs) Por cuestión de estrategia, los punteros juegan primero y los tiradores se mantienen en reserva en caso de que los oponentes coloquen bien. La buena puntería es lo que da puntos, pero los campeonatos nacionales e internacionales suelen estar dominados por los tiradores hábiles, que apuntan a cualquier bola contraria que se acerque a anotar.
Lanzar una bola.
Un afamado tireur, aunque también con dotes de pointeur, es el carballés Roberto Fernández, que se proclamó campeón de Europa del Consejo Mundial de Petanca en su localidad natal el 7 de agosto de 2024.
Algunas consideraciones estratégicas que intervienen en el lanzamiento de una bola son:
- Una máxima tradicional es boule devant, boule d'argent ("Una bola delante es una bola de dinero"). Una bola situada más cerca del jugador que la jota ("delante de la jota") es mucho más valiosa que una detrás de la jota. Una bola situada delante impide que el equipo contrario pueda acceder fácilmente a la jota, y también puede ser golpeada (intencionada o accidentalmente) y empujada más cerca de la jota.
- Si un jugador apunta con una bola muy cerca del gato, obliga al tirador contrario a tirar inmediatamente. Esto puede ser una desventaja para un puntero que quiere conservar esa bola, o puede ser ventajoso si el puntero está tratando de forzar al tirador contrario a agotar su suministro de bolas.
- En general, es una mala idea que un jugador tire con la última bola de su equipo. En la mayoría de los casos, la mejor estrategia es "limitar el daño" apuntando con la última bola del equipo lo suficientemente cerca del gato para limitar las ganancias del equipo contrario a un solo punto.

### Lanzamiento del boliche
Las consideraciones estratégicas que intervienen en el lanzamiento del boliche incluyen:
- Lanzar el boliche a una distancia en la que su propio tirador se sienta más cómodo, o el tirador contrario se sienta menos cómodo.
- Apuntar a un lugar del terreno que prefieran tus propios tiradores, o que pueda ser difícil para los punteros del equipo contrario.
- Desorientar al equipo contrario evitando meterse en líos. En cada oportunidad, lanza el boliche a una nueva posición en el terreno, y alterna distancias largas y cortas.